# Aulogymnus purpurascens
Aulogymnus purpurascens is een vliesvleugelig insect uit de familie Eulophidae. De wetenschappelijke naam is voor het eerst geldig gepubliceerd in 2005 door Schauff & Gates.